# Бойко Тодоров
Бойко Тодоров Николчев (Янко) е деец на БРП (к) и БКП.

## Биография
Бойко Тодоров е роден на 26 ноември 1912 г. в село Соточино, Монтанско. Той е с основно образование. Член на РМС от 1931 г. и на БРП (к) от 1933 г. Баща му е един от създателите на първата партийна група на БКП в селото и участник в Септемврийското въстание. През 1931 г. Бойко Тодоров е сред създателите на РМС в родното си село, а по-късно е секретар на съюза. Организира изпращането на група за Испанската гражданска война, поради което е осъден на 2 години затвор. През декември 1937 г. е освободен след амнистия.
Участва в Съпротивителното движение по време на Втората световна война. През 1941 г. е мобилизиран в петнадесети пехотен ломски полк и изпратен в Битоля. Там организира нелегална група, която разпръсква позиви срещу нахлуването на Германия в СССР. Излиза в нелегалност през септември 1942 г. От август 1943 г. е сътрудник, а след това е член на ОК на БКП по военните въпроси. Партизанин от 1942 г. Командир на Партизански отряд „Христо Михайлов“. След 9 септември 1944 г. влиза в армията. Учи във Военната академия в София. Част е от околийския комитет на БКП в Берковица (1952 – 1956). Между 1956 и 1959 г. излиза в пенсия по болест. Член на Бюрото на Окръжния комитет на БКП в Монтана (1966 – 1969). Член е на Окръжния комитет на БКП в Монтана. Член е на Централната контролно-ревизионна комисия на БКП (1966 – 1976).
От 1959 г. е председател на организацията на АБПФК в Монтана. Инициатор на създаването на паметник на загиналите от партизани от отряда в местността „Балова шума“ (1979). През 1969 г. е повишен в звание генерал-майор от запаса. Герой на социалистическия труд (указ № 3321 от 25 ноември 1982), орден „Георги Димитров“ (2 пъти), „Народна република България“ – I ст., „Червено знаме“, „9 септември 1944 г.“, „Народна свобода 1941-1944“.